# Дитенхајм (Баден-Виртемберг)
Дитенхајм (њем. Dietenheim) град је у њемачкој савезној држави Баден-Виртемберг. Једно је од 55 општинских средишта округа Алб-Донау-Крајс. Према процјени из 2010. у граду је живјело 6.584 становника. Посједује регионалну шифру (AGS) 8425028.

## Географски и демографски подаци
Дитенхајм се налази у савезној држави Баден-Виртемберг у округу Алб-Донау-Крајс. Град се налази на надморској висини од 513 метара. Површина општине износи 18,8 km². У самом граду је, према процјени из 2010. године, живјело 6.584 становника. Просјечна густина становништва износи 351 становника/km².

## Међународна сарадња
| Мјесто | Држава  | Врста сарадње | Од    |
| ------ | ------- | ------------- | ----- |
| Брунек | Италија | контакт       | 2000. |
| Извор  |         |               |       |